# Julieta de França
Julieta de França, née à Belém, née en 1872 et morte en 1951, est une sculptrice et professeure d'art brésilienne.

## Biographie
Sa famille avait une certaine aisance à Belém. Elle fait son premier apprentissage artistique auprès d'un décorateur de théâtre d'origine italienne, Dominico de Angelis. En 1897, elle est la première femme inscrite à l’École Nationale des Beaux-Arts de Rio de Janeiro, où son professeur est Rodolfo Bernardelli. Elle participe au Salon National des Beaux-Arts à partir de 1898. En 1900, elle est également la première femme à être récompensée du prix du voyage à l'étranger, lui permettant de partir se perfectionner, à Paris. Dans la capitale française, elle entre à l'Academia Julian, alors mondialement connue pour accepter des artistes femmes. En 1902, elle est acceptée à l'Institut Rodin, ouvert depuis peu, et a comme professeur Antoine Bourdelle,.
À partir de 1903, elle est mère célibataire. Les travaux qu'elle envoie au Brésil (obligation de tout pensionnaire à l'étranger) témoignent de ses progrès. Elle revient ensuite dans son pays natal où ses participations aux salons et expositions sont remarquées. Mais en 1907, elle entre en conflit avec Rodolfo Bernardelli, ce qui lui vaut probablement d'être exclue des commandes publiques et de bien des commandes privées. Elle ne fait son retour dans les chroniques artistiques que dans les années 1920.